# Associazione Calcio Renate 2024-2025
Questa voce raccoglie le informazioni riguardanti l'Associazione Calcio Renate nelle competizioni ufficiali della stagione 2024-2025.

## Stagione
Nella stagione 2024-2025 il Renate disputa il girone A del campionato di Serie C, ha raccolto 60 punti con il quinto posto finale, qualificandosi ai play-off e venendo eliminato al secondo turno degli spareggi contro la Giana Erminio. Un campionato anomalo caratterizzato da 7 vittorie esterne, ma anche da ben 11 sconfitte interne, con 4 vittorie e 4 pareggi. 

## Rosa
Rosa tratta dal sito ufficiale del Renate
| N. |                    | Ruolo | Calciatore                 |
| -- | ------------------ | ----- | -------------------------- |
| 1  | Italia (bandiera)  | P     | Francesco Ombra            |
| 2  | Italia (bandiera)  | D     | Alessandro Eleuteri        |
| 3  | Italia (bandiera)  | D     | Paolo Gardoni              |
| 5  | Italia (bandiera)  | D     | Simone Auriletto           |
| 7  | Italia (bandiera)  | D     | Marco Anghileri (capitano) |
| 8  | Italia (bandiera)  | C     | Gianluca Esposito          |
| 10 | Albania (bandiera) | A     | Aristidi Kolaj             |
| 11 | Italia (bandiera)  | C     | Andrea Delcarro            |
| 12 | Italia (bandiera)  | P     | Andrea Bartoccioni         |
| 14 | Italia (bandiera)  | C     | Michele Calì               |
| 17 | Italia (bandiera)  | C     | Andrea Bonetti             |
| 21 | Italia (bandiera)  | D     | Corrado Riviera            |
| 23 | Italia (bandiera)  | C     | Nicholas Siega             |
| 24 | Italia (bandiera)  | A     | Riccardo Bocalon           |
| 25 | Italia (bandiera)  | C     | Francesco Vassallo         |

| N. |                   | Ruolo | Calciatore             |
| -- | ----------------- | ----- | ---------------------- |
| 25 | Italia (bandiera) | A     | Lorenzo Andrea De Leo  |
| 27 | Italia (bandiera) | A     | Francesco Di Nolfo     |
| 30 | Italia (bandiera) | P     | Tommaso Nobile         |
| 31 | Italia (bandiera) | A     | Antonio Satriano       |
| 32 | Italia (bandiera) | C     | Andrea Ghezzi          |
| 34 | Italia (bandiera) | D     | Simone Auriletto       |
| 37 | Italia (bandiera) | A     | Vincenzo Plescia       |
| 41 | Italia (bandiera) | D     | Jonathan Spedalieri    |
| 44 | Italia (bandiera) | C     | Stefano Mazzaroppi     |
| 50 | Italia (bandiera) | D     | Stefano Pellizzari     |
| 52 | Italia (bandiera) | D     | Gian Luca Mastromonaco |
| 71 | Italia (bandiera) | D     | Davide Stavri Ziu      |
| 72 | Italia (bandiera) | C     | Lorenzo Ciarmoli       |